# Ordine di Luisa
L'Ordine di Luisa (in tedesco Luisen-Orden) fu un ordine cavalleresco femminile prussiano fondato nel 1814 da re Federico Guglielmo III di Prussia in memoria della sua ultima moglie, la più amata di tutte, Luisa di Meclemburgo-Strelitz; per tale motivo fu esclusivo appannaggio di donne che, in totale, non potevano essere più di 100.
L'Ordine venne pensato come "Ordine sovrano" e come tale il Gran magistero era aggregato al titolo di regina di Prussia. Le figlie della famiglia reale ricevevano questo ordine in luogo di quelli dell'Aquila Nera, dell'Aquila Rossa, della Corona di Prussia e di Hohenzollern, che erano riservati (ma con eccezioni) ai figli maschi dalla nascita.

## Insegne

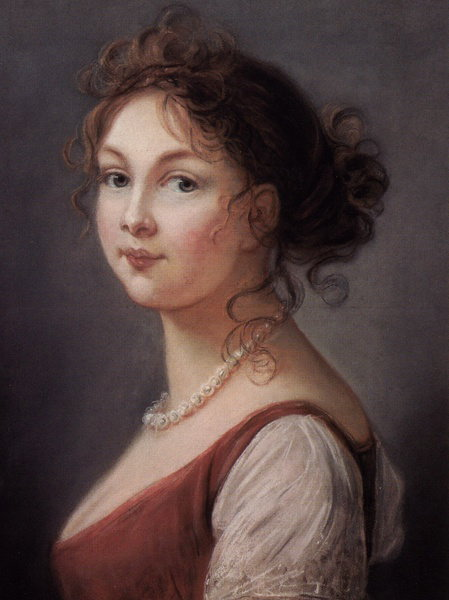
La Regina Luisa di Prussia, dal quale l'ordine prese il nome. Ritratto di Elizabeth Vigee-LeBrun, 1801

L'Ordine venne creato per ricompensare quelle dame benemerenti verso la Prussia e verso la Casa reale degli Hohenzollern, senza distinzione di rango sociale, con l'unica ristrettezza di essere residenti in Prussia, o di avere acquisito la cittadinanza prussiana legalmente, per merito o per matrimonio.
La medaglia consisteva in una croce smaltata di nero, al centro della quale si trovava un medaglione color blu di Prussia con al centro l'iniziale "L" (per Luisa) in oro, circondato da sette stelle. Sul retro, il medaglione centrale riportava sempre in oro la data di fondazione "1814". Nel caso delle Dame di II classe, la croce non era smaltata di nero, ma era color ferro.
Il nastro era bianco con tre strisce nere, di cui la centrale più piccola delle laterali. La decorazione doveva essere portata sulla parte sinistra del petto.
Alla sua fondazione nel 1814, però, l'Ordine aveva una sola classe, mentre la seconda venne aggiunta sotto il regno di Guglielmo I, risultando così suddivise:
- Dame di I classe, portavano l'insegna sulla parte sinistra del petto, oppure appesa alla spalla sinistra.
- Dame di II classe, portava l'insegna sulla parte sinistra del petto.

## Elenco dei membri notabili

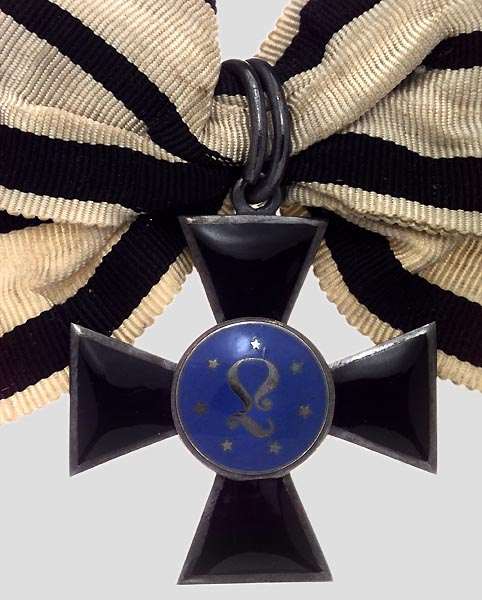
Medaglia dell'Ordine di Luisa, Dama di I Classe

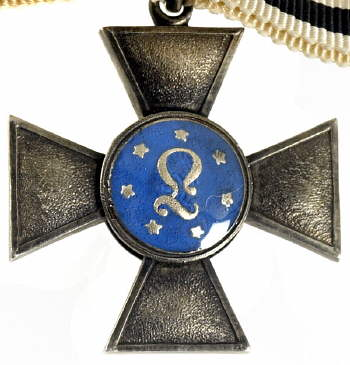
Medaglia dell'Ordine di Luisa, Dama di II Classe

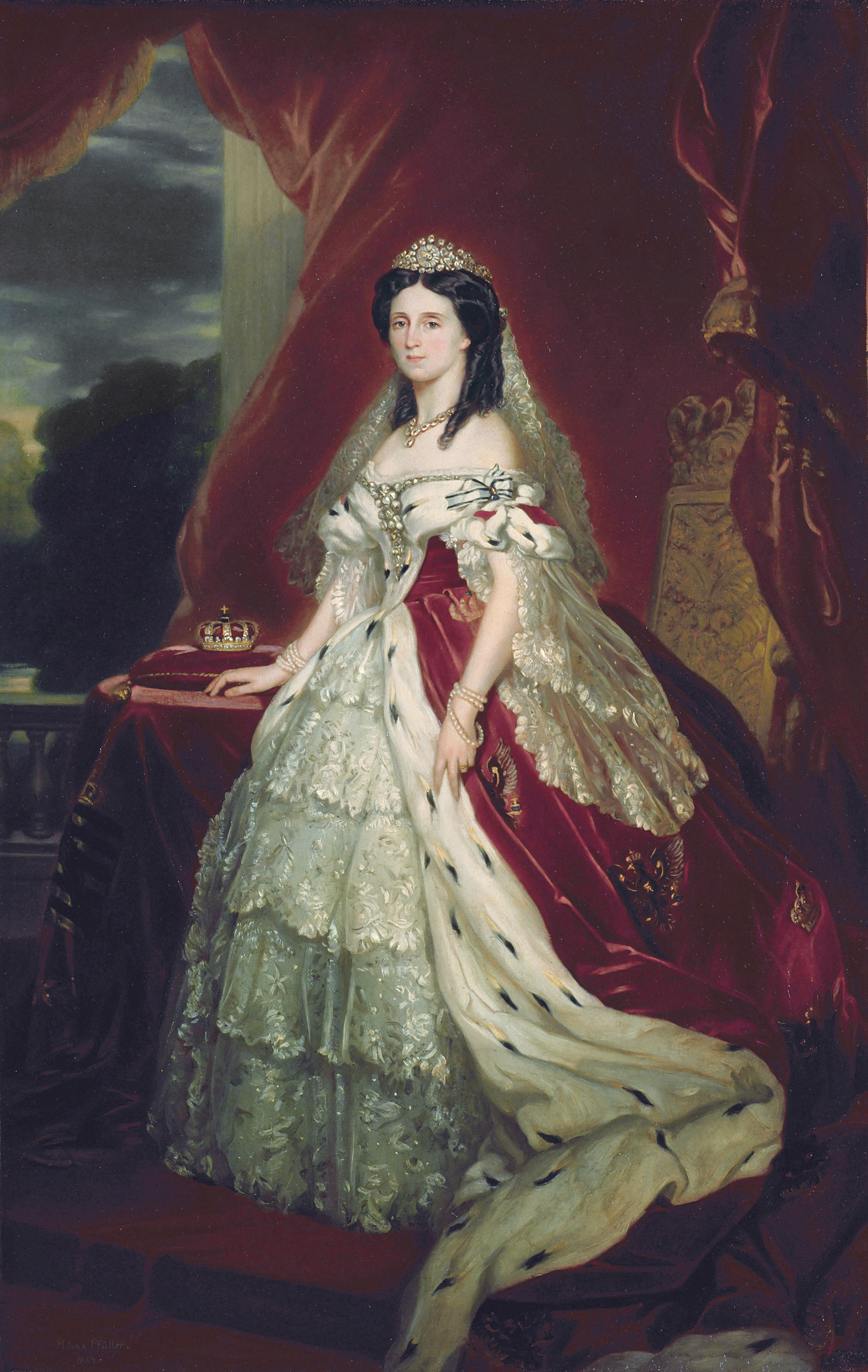
L'Imperatrice Augusta, qui raffigurata con i paramenti reali prussiani e l'Ordine di Luisa (sulla spalla sinistra). Ritratto di Franz Xaver Winterhalter, c. 1861

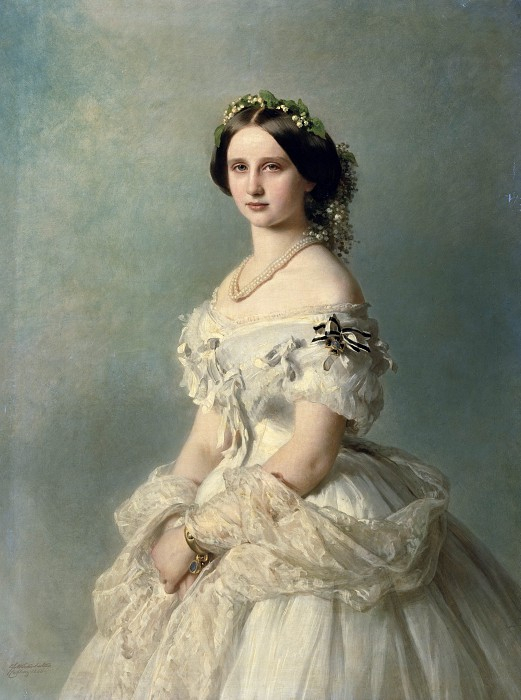
Luisa, Principessa di Prussia, Granduchessa di Baden, con l'Ordine di Luisa. Ritratto di Franz Xaver Winterhalter, c. 1856

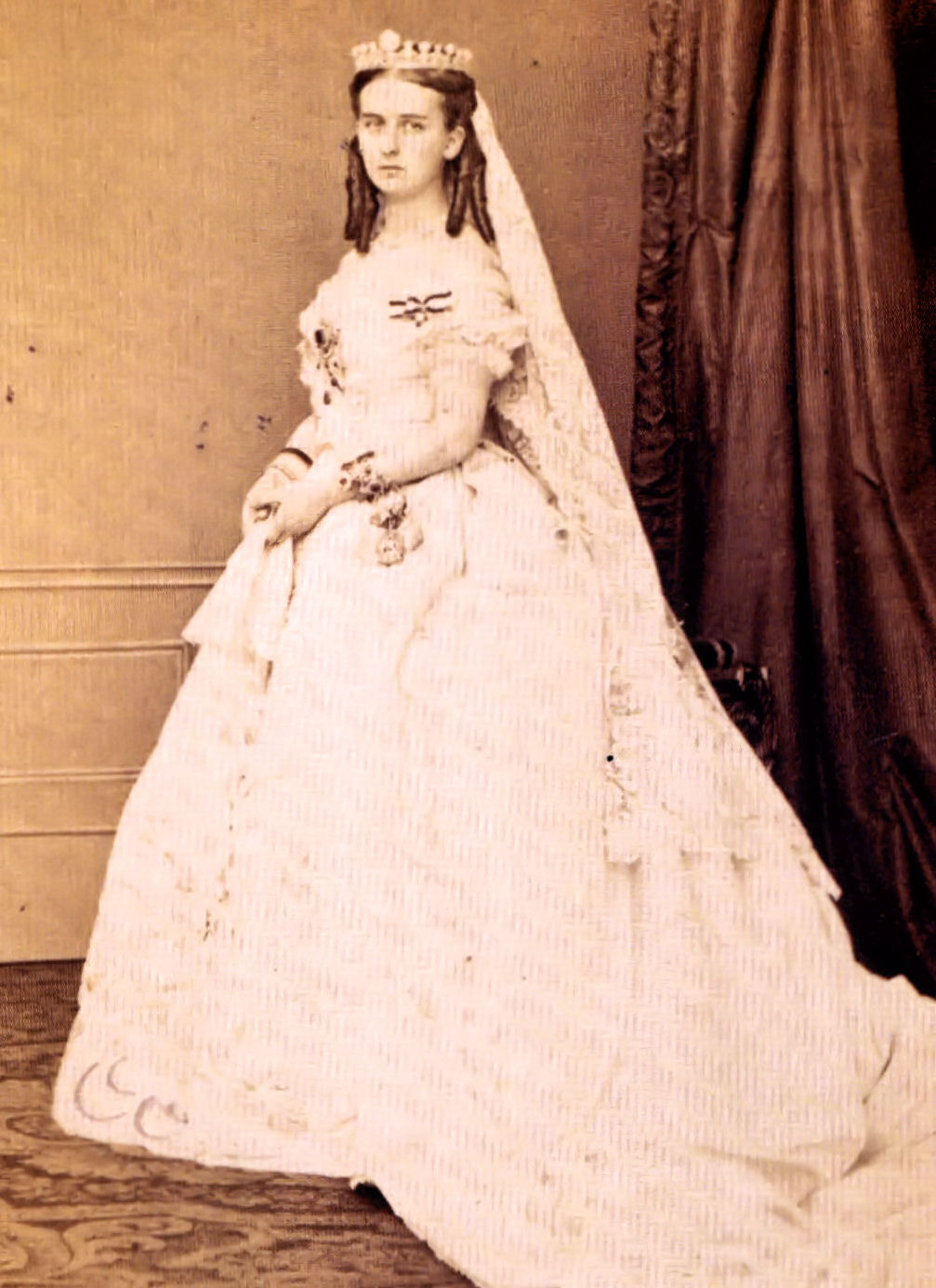
Maria, Principessa di Hohenzollern-Sigmaringen, duchessa delle Fiandre, con l'Ordine di Luisa

- Alessandrina, principessa di Prussia (1803 - 1892)
- Elisabetta, principessa di Prussia (1815 - 1885)
- Maria, principessa di Prussia (1825 - 1889)
- Augusta di Sassonia-Weimar, imperatrice consorte di Germania e regina consorte di Prussia, moglie dell'imperatore Guglielmo I (1811 - 1890)
- Anna, principessa di Prussia (1836 - 1918)
- Luisa, principessa di Prussia (1838 - 1923)
- Giuseppina di Baden, principessa, consorte di Carlo Antonio di Hohenzollern
- Vittoria, imperatrice consorte di Germania e regina consorte di Prussia, moglie dell'Imperatore Federico III (1840 - 1901)
- Carlotta, principessa di Prussia (1860 - 1919)
- Vittoria, principessa di Prussia (1866 - 1929)
- Sofia, principessa di Prussia (1870 - 1932)
- Margherita, principessa di Prussia (1872 - 1954)
- Luisa Margherita, principessa di Prussia (1860 - 1917)
- Alessandrina, principessa di Prussia (1842 - 1892)
- Maria di Sassonia-Altenburg (1854 - 1898), moglie del principe Alberto di Prussia (1837 - 1906)
- Augusta Vittoria di Schleswig-Holstein-Sonderburg-Augustenburg, imperatrice consorte di Germania e regina consorte di Prussia, moglie dell'imperatore Guglielmo II (1858 - 1921)
- Luisa Sofia di Schlesweig-Holstein (1866 - 1952), moglie del principe Federico Leopoldo di Prussia
- Irene d'Assia-Darmstadt (1866 - 1953), moglie del principe Enrico di Prussia
- Vittoria Margherita, principessa di Prussia (1890 - 1923)
- Vittoria Luisa, principessa di Prussia (1892 - 1980)
- Cecilia di Meclemburgo-Schwerin (1886 - 1954), moglie del principe ereditario Guglielmo di Prussia
- Sofia Carlotta di Oldenburg (1879 - 1964), moglie del principe Eitel Federico di Prussia
- Maria di Hohenzollern-Sigmaringen (1845 - 1912), figlia del principe Carlo Antonio, poi principessa del Belgio e Contessa delle Fiandre
- Antonia di Braganza, infanta del Portogallo (1845 - 1913), moglie del principe Leopoldo di Hohenzollern
- Elisabetta di Wied (1843 - 1916), regina consorte di Romania, moglie di re Carol I di Romania
- Luisa di Thurn und Taxis (1859 - 1948), moglie del Principe Federico di Hohenzollern-Sigmaringen
- Maria Teresa di Borbone-Due Sicilie, principessa di Borbone delle Due Sicilie (1867 - 1909), moglie del principe Guglielmo di Hohenzollern-Sigmaringen
- Giuseppina del Belgio, principessa del Belgio (1872 - 1958), moglie del principe Carlo Antonio di Hohenzollern-Sigmaringen.

## Fonti
- Gottschalck, Friedrich. Almanach der Ritter-Orden. Leipzig, (Kingdom of) Saxony: Georg Joachim Goeschen, 1819.
- Handbuch über den Königlich Preußischen Hof und Staat für das Jahr 1874. Berlin: Kingdom of Prussia, 1873.
- Handbuch über den Königlich Preußischen Hof und Staat für das Jahr 1883. Berlin: Kingdom of Prussia, 1882.
- Handbuch über den Königlich Preußischen Hof und Staat für das Jahr 1907. Berlin: Kingdom of Prussia, 1906.